# Boyce and Hart
Pour les articles homonymes, voir Boyce et Hart.

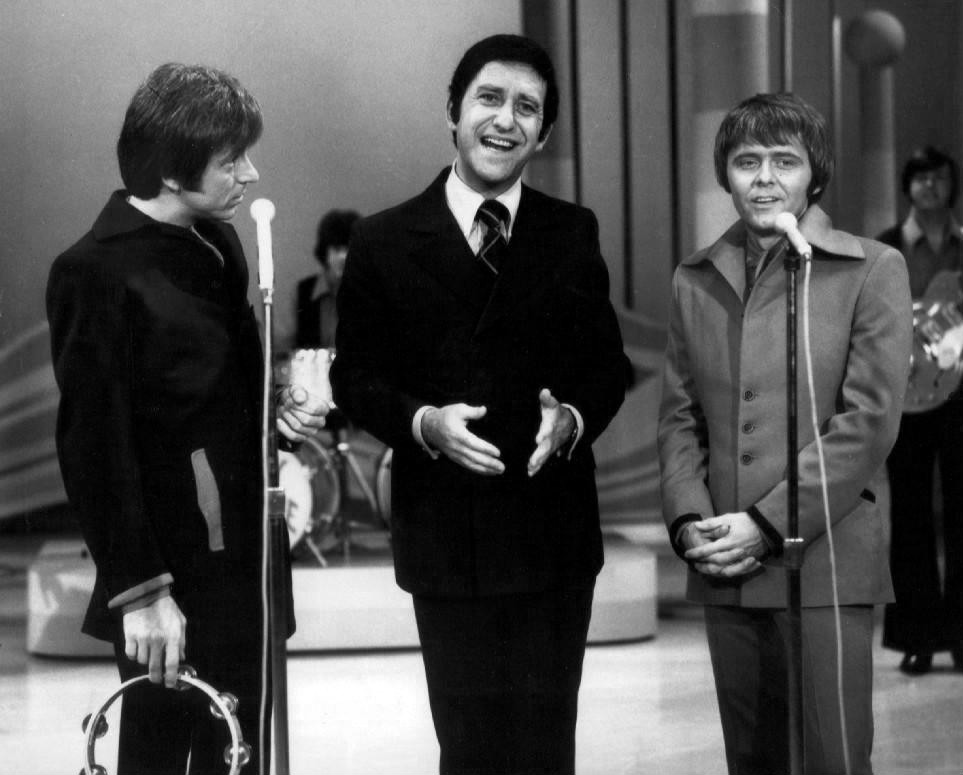
Bobby Hart (à gauche), l'acteur Soupy Sales (au centre) et Tommy Boyce (à droite), lors du programme télévisé The Soupy Sales Show, le 14 août 1970.

Boyce and Hart est un duo d'auteurs-compositeurs constitué de Tommy Boyce (29 septembre 1939, Charlottesville - 23 novembre 1994, Nashville) et de Bobby Hart (né le 28 février 1939, Phoenix), connu notamment pour avoir écrit et composé pour The Monkees. Ils ont également enregistré un certain nombre d'albums en leur nom propre. Auteurs de plus de 300 compositions, ils en ont vendu plus de 42 millions d'enregistrements.

## Discographie
- Test Patterns (A&M LP 126 (Mono)/SP 4126 (Stereo), 1967)
- I Wonder What She's Doing Tonight (A&M LP 143 (Mono)/SP 4143 (Stereo), 1968)
- It's All Happening On The Inside* (A&M SP 4162, 1969)
- Dolenz, Jones, Boyce & Hart (Capitol ST-11513, 1976)
- Dolenz, Jones, Boyce & Hart - Live in Japan (Capitol/Toshiba-EMI ECS-91018, 1981)
- The Anthology (A&M Records Australia/Polygram 525 193-2, 1995)